# Jerome Damon
Jerome Damon (Cidade do Cabo, 4 de Abril de 1972) é árbitro de futebol.
Professor com 1,75 m de altura e 73 kg, começou a apitar profissionalmente em 1 de janeiro de 2000. Fala inglês e africâner. Sua primeira partida internacional foi em 22 de junho de 2003, Suazilândia contra o Botsuana.

## Partidas internacionais
Foi já seleccionado para arbitrar jogos em competições internacionais:
(nomeações internacionais mais recentes)
- Copa das Nações Africanas de 2004:
  - apitou o jogo que opôs o Tunisia à RD Congo (fase de grupos) a 28 de Janeiro de 2004

- Copa do Mundo FIFA de 2006:
  - nomeado como quarto árbitro em quatro partidas da fase de grupos

- Copa do Mundo de 2010 - Eliminatórias da África (fase preliminar):
  - apitou o jogo que opôs os Comores a Madagáscar a 17 de Novembro de 2007

- Copa das Nações Africanas de 2008:
  - apitou o jogo que opôs o Mali ao Benin (fase de grupos) a 21 de Janeiro de 2008

## Copa do Mundo 2010
Selecionado para participar da Copa do Mundo FIFA 2010, juntamente com os assistentes Celestin Ntagungira de Ruanda e Enock Molefe da África do Sul.